# Wacław Ryka
Wacław Ryka (ur. 23 lipca 1931 we Lwowie, zm. 20 maja 1996 w Parku Narodowym Yellowstone, w USA) – polski petrograf, specjalista w zakresie petrografii skał magmowych i metamorficznych.

## Młodość
Ojciec, Wilhelm, był drukarzem. Matką była Zofia z domu Dobosz. Miał brata Mieczysława i siostrę Czesławę.
Wojnę przeżył z rodziną we Lwowie. W latach 1938–1945 uczył się w szkole podstawowej (w latach 1940–1941 i 1944–1945 w radzieckiej dziesięciolatce). W 1945 został w ramach repatriacji wysiedlony wraz z rodziną do Krakowa, gdzie uczęszczał do IV Państwowego Gimnazjum i Liceum. W 1950 uzyskał maturę.
W 1951 rozpoczął studia na Wydziale Geologiczno-Poszukiwawczym Akademii Górniczo-Hutniczej, w Sekcji Petrografii. Wśród jego profesorów byli Antoni Gaweł i Marian Książkiewicz. W 1956 otrzymał dyplom magistra na podstawie pracy Opracowanie diabazów okolic Barda.

## Praca
W sierpniu 1956 rozpoczął pracę w Zakładzie Petrografii Instytutu Geologicznego w Warszawie. W 1957 został asystentem, w 1958 – starszym asystentem i w 1960 – adiunktem. W 1961 uzyskał stopień doktora nauk przyrodniczych w oparciu o rozprawę Zjawiska metamorfizmu w obrzeżeniu płyty wschodnioeuropejskiej, wykonaną w Instytucie Geologicznym pod kierunkiem Antoniego Łaszkiewicza. W tym samym roku został kierownikiem Pracowni Skał Krystalicznych. W 1969 habilitowal się na podstawie rozprawy Czarnokity z Podlasia, recenzowanej przez Antoniego Gawła, Antoniego Łaszkiewicza i Kazimierza Smulikowskiego. W 1970 został mianowany samodzielnym pracownikiem naukowo-badawczym, a w 1973 – docentem. 8 lipca 1976 otrzymał tytuł profesora nadzwyczajnego nauk przyrodniczych.
Od października do grudnia 1976 był kierownikiem Zakładu Złóż Rud Metali IG. W grudniu 1976 został kierownikiem Pracowni Petrografii i Geochemii Skał Magmowych i Metamorficznych. W maju 1981 objął stanowisko Zastępcy Dyrektora ds. Geologii Podstawowej Instytutu Geologicznego. 23 grudnia 1981 powierzono mu pełnienie obowiązków Dyrektora tej jednostki, a nominację na to stanowisko otrzymał 17 sierpnia 1982.
W 1983 otrzymał stopień Dyrektora Górniczego I-go stopnia. W 1985 został profesorem zwyczajnym. W grudniu 1987 podjął się kierowania Centralnym Programem Badawczo-Rozwojowym nr 1.8 Budowa geologiczna Polski i poszukiwania złóż surowców mineralnych. W październiku 1989 zrezygnował ze stanowiska Dyrektora Instytutu.
W latach 1981–1989, jako Dyrektor, przeprowadził Instytut Geologiczny przez okres stanu wojennego i ciągłych zmian warunków działania i zasad finansowania. W czasie jego kadencji Instytut po niemal czterdziestu latach powrócił do pierwotnej nazwy – Państwowy Instytut Geologiczny. Po odejściu ze stanowiska Dyrektora powrócił do macierzystego Zakładu Petrologii.
W 1989 uzyskał uprawnienia geologiczne.

## Tematyka badawcza
Początkowo zajmował się geologią i petrografią diabazów świętokrzyskich. Następnie przez wiele lat opracowywał petrografię, mineralogię i geochemię podłoża krystalicznego północno-wschodniej Polski. Wyniki tych badań, wraz z opracowaniami innych geologów i geofizyków, stanowiły podstawę konstrukcji mapy geologicznej stropu skał podłoża krystalicznego NE Polski w skali 1:200 000. Podsumowaniem tych prac był Atlas geologiczny podłoża krystalicznego polskiej części platformy wschodnioeuropejskiej, opracowany wraz ze Stanisławem Kubickim. Za opracowanie tego Atlasu otrzymał w 1986 zespołową Nagrodę Państwową II stopnia.
Badania podłoża krystalicznego skierowały jego uwagę na występujące tam masywy magmowe i ich złożową perspektywiczność. M.in. w ełckim masywie sjenitowym stwierdzono występowanie pierwiastków ziem rzadkich, wskazano na możliwość występowania karbonatytów w masywie Tajno, a także na perspektywiczność obrzeżenia masywu suwalskiego w zakresie występowania złóż wanadonośnych rud tytanowo-magnetytowych. Efektem tych badań były opracowania monograficzne masywów Tajna, Ełku i Suwałk.
Wacław Ryka badał również permskie skały wylewne monokliny przedsudeckiej i nadbałtyckiej części Pomorza Zachodniego, a także diabazy i lamprofiry północno-wschodniego obrzeżenia Górnośląskiego Zagłębia Węglowego.
Był współautorem Słownika stratygraficznego, Katalogów analiz chemicznych minerałów i skał, licznych zeszytów z serii Profile głębokich wierceń PIG. Opracował instrukcję Klasyfikacja i nazewnictwo skał plutonicznych. Przede wszystkim należy jednak wymienić Słownik Petrograficzny, opracowany wspólnie z Anną Maliszewską w 1982.
Ponad dziesięć lat współpracował z Zakładem Badań i Doświadczeń Przemysłu Betonów Komórkowych w Warszawie, wykonując badania betonu komórkowego i pyłów lotnych. Okresowo miał wykłady z petrografii regionalnej na Uniwersytecie Warszawskim.
Był promotorem 12 prac doktorskich oraz recenzentem 11 rozpraw doktorskich i 6 habilitacyjnych. Był również autorem 8 opinii w sprawie nadania tytułu profesora. Lista jego publikacji obejmuje 207 pozycji.

## Działalność w instytucjach naukowych
- Od 1975 był członkiem Rady Naukowej Państwowego Instytutu Geologicznego, a w różnych okresach – członkiem rad naukowych i programowych 14 innych instytutów i instytucji (m.in. Państwowej Rady Górnictwa i Rady Programowej przy Centralnym Urzędzie Geologii).
- Był członkiem kolegiów redakcyjnych, m.in. Kwartalnika Geologicznego, Mineralogia Polonica, Archiwum Mineralogicznego i Mineralogical Abstracts), a także redaktorem wielu prac zbiorowych.
- Brał udział w pracach Komitetu Nauk Geologicznych PAN (w latach 1975-1978 był jego sekretarzem) i Komisji Nauk Mineralogicznych PAN oraz w pracach Międzynarodowej Unii Nauk Geologicznych (IUGS – International Union of Geological Sciences), a także programów badawczych IGCP (International Geological Correlation Programme) i Europrobe.
- Był członkiem Polskiego Towarzystwa Geologicznego[1], przez wiele lat wchodząc w skład jego Zarządu Głównego. Był współorganizatorem 4 Zjazdów PTG oraz Przewodniczącym 64 Zjazdu PTG (1993) na Ziemi Suwalskiej.
- Był członkiem założycielem i działaczem Polskiego Towarzystwa Mineralogicznego.
- Był członkiem zagranicznym Ukraińskiej Akademii Nauk.
- W 1994 został Krajowym Członkiem Korespondentem Wydziału Przyrodniczego Polskiej Akademii Umiejętności w Krakowie.

## Działalność zagraniczna
Konsultacje naukowe: X-XI.1975 – Nigeria, 1985 – 1 miesiąc – Algieria, X-XI.1986 – Algieria, lata 1990. – Mongolia.

## Działalność polityczna i społeczna
Od 1968 – członek Stronnictwa Demokratycznego.
W latach 1956–1981 – członek Związku Zawodowego Górników.

## Odznaczenia i Nagrody
- I Nagroda im. Karola Bohdanowicza (1970).
- Złoty Krzyż Zasługi (1974).
- Krzyż Kawalerski Orderu Odrodzenia Polski (1979).
- Złota Odznaka „Zasłużony dla polskiej geologii” (1980).
- Odznaka „Zasłużony dla Siarkopolu” (1983).
- Medal im Cyryla Purkyne (Centralny Instytut Geologiczny w Pradze, CSRS) (1983).
- Medal za zasługi dla geologii słowackiej im. D. Štura (1983).
- Złota Odznaka „Za zasługi dla miasta Krakowa” (1984).
- Medal 40-lecia Polski Ludowej (1984).
- Nagroda Sekretarza Naukowego PAN (1985).
- Odznaka „Za zasługi dla Kielecczyzny” (1986).
- Zespołowa Nagroda Państwowa II stopnia (1986).
- Złota Odznaka honorowa „Za Zasługi dla Warszawy” (1987).
- Odznaka honorowa „Zasłużony Pracownik Przedsiębiorstwa Robót Wiertniczych  i Górniczych w Warszawie” (1987).
- Odznaka honorowa „Za zasługi dla Lubelszczyzny” (1988).
- Sztandar Pracy II klasy (1988).
- Brązowy Medal „Za zasługi dla obronności kraju” (1989).

## Wybrane publikacje
- Ryka W., 1957, O intruzji diabazowej w zachodniej części niecki bardziańskiej, Kwart. Geol., t. 1, z. 1, Warszawa.
- Ryka W., 1961, Skały metamorficzne podłoża północno-wschodniej Polski, (Kruszyniany, Krynki, Mielnik), Kwart. Geol., t. 5, z. 2, Warszawa.
- Ryka W., Kubicki S. (red.), 1982, Atlas geologiczny podłoża krystalicznego polskiej części platformy wschodnioeuropejskiej, Wydawnictwa Geologiczne, Warszawa.
- Ryka W., Maliszewska A., 1982 I wyd., 1991 II wyd., Słownik Petrograficzny, Wydawnictwa Geologiczne, Warszawa.
- Ryka W., 1992, Geology of the Tajno massif, Prace Państw. Inst. Geol., nr 139, Warszawa.
- Ryka W., 1994, Geology and evolution of the Ełk syenite massif, Prace Państw. Inst. Geol., nr 144, Warszawa.
- Ryka W., Podemski M., (edit.}, 1998, Geology of the Suwałki anorthosite massif, Prace Państw. Inst. Geol., nr 161, Warszawa.

## Źródła
- Hubert Sylwestrzak – Wacław Ryka (1933-1996). Przegląd Geologiczny, nr 9, 1996
- Włodzimierz Mizerski, Hubert Sylwestrzak, Urban H., http://geoportal.pgi.gov.pl/portal/page/portal/muzeum/historia/poczet/ryka